# Qadib
El qadib (àrab: قضيب, qaḍīb, ‘bastó’) va ser un dels principals símbols de sobirania dels califes omeies i abbàssides. Quan un califa moria havia de transmetre el qadib i el segell al seu successor, la qual cosa li garantia la legitimitat. El qadib dels califes remetia al bastó que havia dut el profeta Mahoma. A l'Àndalus els califes omeies tenien també un bastó simbòlic anomenat khayzuran. En canvi, els califes abbàssides del Caire no van tenir qadib.